# 常陸国府跡
座標: 北緯35度25分28.6秒 東経139度32分17.3秒 / 北緯35.424611度 東経139.538139度

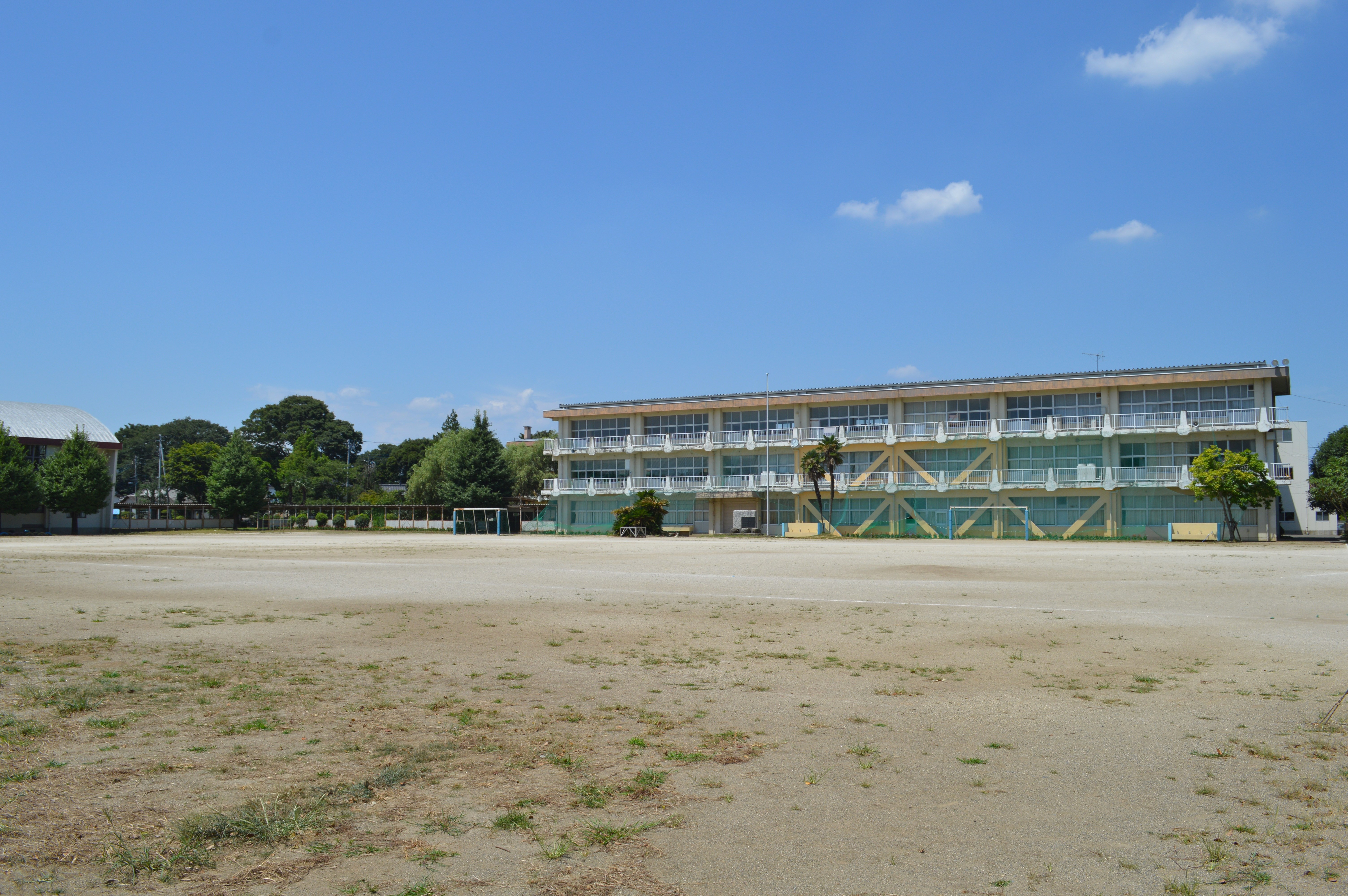
常陸国衙の遺構が発掘された石岡市立石岡小学校の校庭

常陸国府跡（ひたちこくふあと）は、茨城県石岡市総社一丁目に所在する古代律令制期の官衙遺跡。常陸国の地方行政機関の中枢にあたる国府の遺構である。国の史跡に指定されている。

## 概要

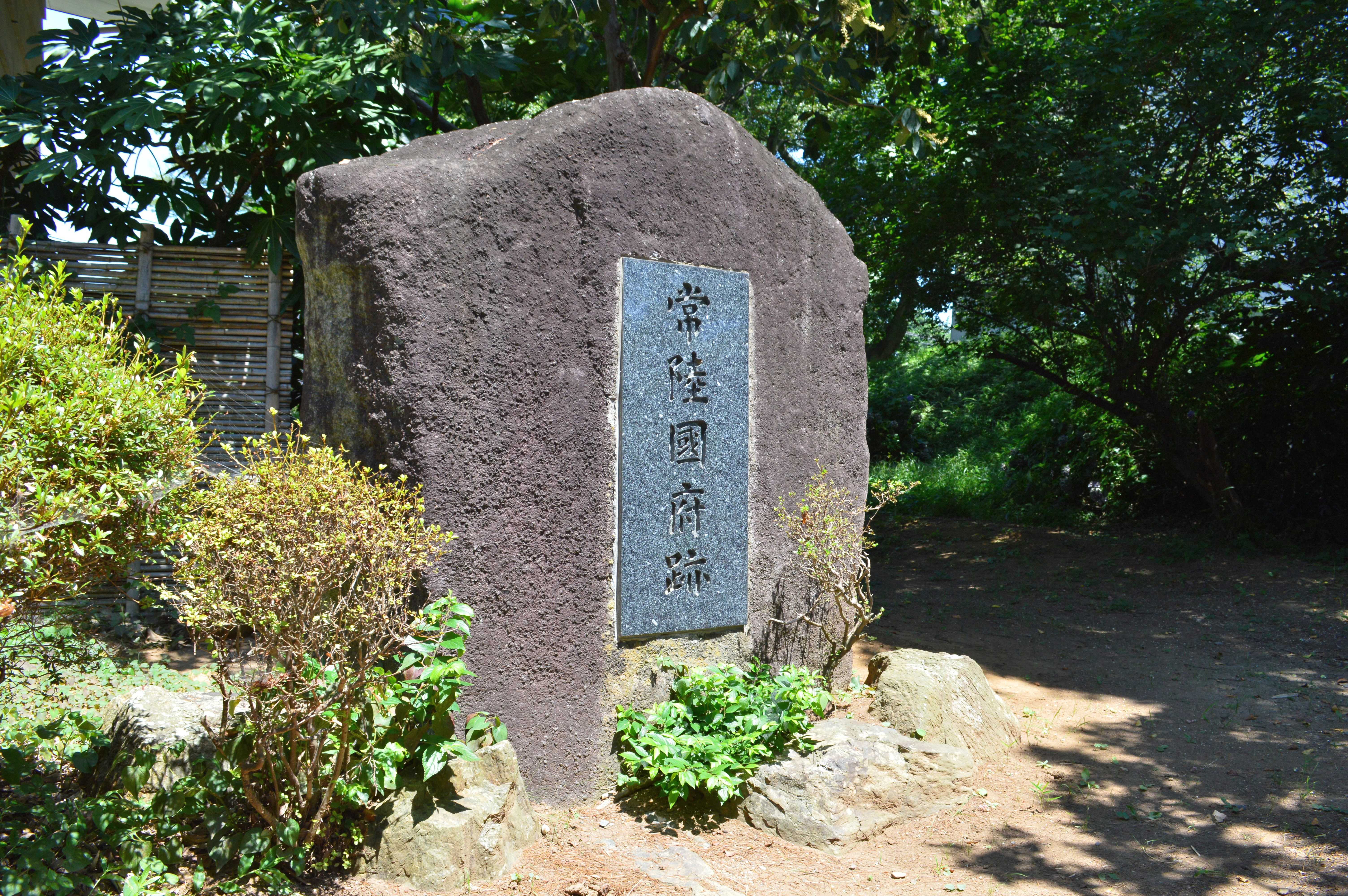
常陸国府跡碑

石岡市中心部、石岡台地上に位置する常陸国の国府跡である。この国府は、初代常陸国司の百済王遠宝の頃に計画が始まり、9代目の百済敬福、10代目の佐伯今毛人の頃までには完成したと推測されている。
国府内では国衙を西端に配置して条坊制が敷かれ、北に常陸国分寺（北緯36度11分45.79秒 東経140度16分25.48秒 / 北緯36.1960528度 東経140.2737444度）や常陸国分尼寺（北緯36度12分6.29秒 東経140度16分3.44秒 / 北緯36.2017472度 東経140.2676222度）、南に総社（現・常陸國總社宮、北緯36度11分16.28秒 東経140度16分8.70秒 / 北緯36.1878556度 東経140.2690833度）が配置された。国衙は方2町で内部に国庁を置き、周囲には土塁と堀が巡らされ、東西南北には門が設けられたとされる。また国府の周囲は北を国分寺境界、南をビンズル谷津、東を山王川低地、西を恋瀬川低地で限ったと推測され、周囲に土塁が、東西南北には門が設けられたとされる。なお、国分尼寺跡のさらに北方には、関連遺跡として工房跡と見られる鹿の子遺跡（北緯36度12分16.49秒 東経140度15分55.33秒 / 北緯36.2045806度 東経140.2653694度）が確認されている。
記録の上では、平安時代中期の『和名抄』において「常陸国国府在茨城郡、行程上三十日、下十五日」と記されている。天慶2年（939年）には平将門によって焼かれている。また、延応元年（1239年）の常陸国留守所下文では「古国府西殿本畠」の記載が、正安2年（1300年）の常陸国庁宣（総社文書）には「留守所御館跡南半分」の記載が見えることから、中世の国府は古代とは別の位置・形態であったとされる。

## 常陸国衙跡

### 経緯
国府の中枢をなす国衙の遺構は、石岡市立石岡小学校（石岡市総社一丁目）の校庭において発見された。同地が国衙跡と認識されるに至ったのは、1970年（昭和45年）の石岡小学校の建て替えに伴う発掘調査で大型建物が発見された時になる。1998年（平成10年）には小学校の施設建設に伴う調査がなされたが、大型建物が検出されたことから当地での建設は中止され、遺構は保存された。そして2001年（平成13年）から2007年（平成19年）にかけて本格的な調査が実施され、国衙の詳細が明らかとなった。発掘調査からは7世紀末から11世紀までの施設の変遷が明らかとなっており、国衙の誕生から衰退までが通して確認可能な遺跡になる。これらの遺構は2010年（平成22年）に国の史跡に指定された。現在は石岡小学校校庭の地下に保存された状態で、史跡整備等はなされていない。

### 発掘調査結果
石岡小学校敷地における国衙の発掘調査では、7世紀末から11世紀までの建物の変遷が確認されているが、その中で大きく分けて5回の建て替えがあったとされる。最初の7世紀末の建立では、国庁の正殿として桁行6間の身舎の東に廂を有する南北棟が、さらに脇殿として東西棟、前殿として南北棟が配置されていた。
その後、8世紀前半の建て替えにおいて建物の配置は大きく変化する。一辺100メートルの領域が国庁として区画されて塀で囲まれ、その内に正殿として東西棟、脇殿として南北棟が「コ」の字の形に配置された（この区画・建物配置は9世紀後半までは基本的に存続する）。この時期の正殿は桁行6間・梁行3間の身舎の南に廂を有する建物で、脇殿はその南寄りに南北棟2棟が並んでいた。
8世紀中頃から9世紀後半の間は建物配置に変化はないものの、正殿は桁行7間と大型化し、さらに楼閣建物や前殿等の建物が新たに配置された。また、この時期になると一部の建物には礎石が使用されるようになるほか、区画西側に曹司として掘立柱建物の東西棟3棟の造営が確認される。これらのうち、特に北側の建物は桁行11間・梁行2間の身舎に南北廂を持つ有する大規模なもので、国庁正殿の規模を大きく上回っていた。
10世紀以降には塀で囲まれた区画は無くなり、それまでの正殿中軸線を踏襲する位置には掘立柱建物の東西棟が存在した。
出土遺物としては、国分寺・国分尼寺出土と同笵になる軒瓦や磚のほか、「国」の墨書銘を有する土器、円面硯等がある。

## 文化財

### 国の史跡
- 常陸国府跡 - 2010年（平成22年）8月5日指定[3]。

### 関連文化財
- 瓦塚窯跡
国の史跡。常陸国府・常陸国分寺・常陸国分尼寺に用いられた瓦などの生産地で、石岡市部原に所在（北緯36度16分31.47秒 東経140度13分12.24秒 / 北緯36.2754083度 東経140.2200667度）。
1937年（昭和12年）7月16日に「瓦塚」として茨城県指定史跡に指定[5]。2017年（平成29年）10月13日に「瓦塚窯跡」として国の史跡に指定[6][7]。